# Vetenskapsåret 1810

## Händelser

### Kemi
- Okänt datum - Humphry Davy ger klor dess namn, tidigare hade man trott att det var en syra och inget grundämne

### Matematik
- Joseph Gergonne grundar Annales de Mathématiques Pures et Appliquées och första häftet ges ut i juli.

## Pristagare
- Copleymedaljen: Utdelades ej.

## Födda
- 29 januari - Ernst Kummer, tysk matematiker.
- 6 april - Philip Henry Gosse, brittisk naturforskare.
- 21 juli - Henri Victor Regnault, fransk kemist och fysiker.
- 24 september – Caroline Rosenberg, dansk botaniker.
- 7 december - Theodor Schwann, tysk fysiolog.

## Avlidna
- 8 januari - Daniel Melanderhjelm, svensk matematiker och astronom.
- 24 februari - Henry Cavendish, brittisk kemist och fysiker.
- 26 juni - Joseph Michel Montgolfier, tillsammans med brodern Jacques-Étienne fransk uppfinnare av den moderna varmluftsballongen